# The Charity of Night
The Charity of Night è il ventunesimo album di Bruce Cockburn, pubblicato dalla True North Records (e dalla Rykodisc Records) nel 1996. Il disco fu registrato al Reaction Studios di Toronto (Canada) con registrazioni aggiunte effettuate al The Plant di Sausalito (California), Bob Weir's Studio e all'Electro Magnetic Sound.

## Tracce
1. Night Train – 6:15 (Bruce Cockburn)
2. Get Up Jonah – 5:03 (Bruce Cockburn)
3. Pacing the Cage – 4:40 (Bruce Cockburn)
4. Mistress of Storms – 6:11 (Bruce Cockburn)
5. The Whole Night Sky – 3:54 (Bruce Cockburn)
6. The Coming Rains – 4:48 (Bruce Cockburn)
7. Birmingham Shadows – 9:40 (Bruce Cockburn)
8. The Mines of Mozambique – 6:14 (Bruce Cockburn)
9. Live on My Mind – 6:46 (Bruce Cockburn)
10. The Charity of Night – 8:05 (Bruce Cockburn)
11. Strange Waters – 5:49 (Bruce Cockburn)

## Musicisti
"Night Train"
- Bruce Cockburn - chitarra acustica, chitarra elettrica, voce
- Rob Wasserman - basso
- Gary Craig - batteria, percussioni
- Johnatha Brooke - accompagnamento vocale, cori
- Patty Larkin - accompagnamento vocale, cori

"Get Up Jonah"
- Bruce Cockburn - chitarra resophonic, chitarra elettrica, voce
- Gary Burton - vibrafono
- Rob Wasserman - basso
- Gary Craig - batteria
- Jonatha Brooke - accompagnamento vocale, cori
- Ani DiFranco  - accompagnamento vocale, cori

"Pacing the Cage"
- Bruce Cockburn - chitarra acustica, voce
- Janice Powers - tastiere
- Rob Wasserman - basso

"Mistress of Storms"
- Bruce Cockburn  - chitarra acustica
- Gary Burton - vibrafono

"The Whole Night Sky"
- Bruce Cockburn - chitarra acustica, voce
- Bob Weir - voce
- Bonny Raitt  - chitarra slide
- Colin Linden  - mandolino
- Joe Macerollo - accordion
- Janice Powers - tastiere wiggly, low
- Rob Wasserman - basso
- Gary Craig - batteria, percussioni

"The Coming Rains"
- Bruce Cockburn - dobro, chitarra elettrica, voce
- Gary Burton - vibrafono
- Rob Wasserman - basso
- Gary Craig - batteria, tamburello
- Maria Muldaur - accompagnamento vocale, cori
- Jonatha Brooke  - accompagnamento vocale, cori
- Patty Larkin  - accompagnamento vocale, cori

"Birmingham Shadows"
- Bruce Cockburn - chitarra resophonic, voce
- Gary Burton - vibrafono
- Rob Wasserman - basso

Gary Craig - batteria
"The Mine of Mozambique"
- Bruce Cockburn - chitarra resophonic, chitarra elettrica, voce
- Janice Powers - tastiere
- Rob Wasserman - basso
- Gary Craig - batteria, percussioni
- Jonatha Brooke - arrangiamenti, accompagnamento vocale, cori

"Live on My Mind"
- Bruce Cockburn - chitarra resophonic, chitarra elettrica, voce
- Janice Powers  - tastiere
- Gary Burton  - vibrafono
- Rob Wasserman  - basso
- Gary Craig  - batteria
- Jonatha Brooke  - armonie vocali

"The Charity of Night"
- Bruce Cockburn - chitarra acustica, voce
- Colin Linden - mandolino
- Gary Burton - vibrafono
- Joe Macerollo  - accordion
- Rob Wasserman  - basso

"Strange Waters"
- Bruce Cockburn  - chitarra resophonic, chitarra elettrica, voce
- Rob Wasserman  - basso
- Gary Craig  - batteria, percussioni
- Jonatha Brooke  - accompagnamento vocale, cori
- Patty Larkin  - accompagnamento vocale, cori